# Charles Harington
Charles Robert Harington (1er août 1897 - 4 février 1972) est un chimiste, surtout connu pour avoir synthétisé la thyroxine.

## Biographie
Bien qu'il soit né et ait grandi à Llanerfyl, dans le nord du pays de Galles il est membre de l'aristocratie anglaise par la famille Harington qui remonte au Rutland du XIIe siècle. Il est le fils du révérend Charles Harington de Llanerfyl et de sa femme Audrey Emma Bayly. Il fait ses études au Malvern College puis à l'Université de Cambridge, obtenant une maîtrise en 1919 .
De 1920 à 1922, il est assistant de recherche dans la section thérapeutique de l'infirmerie royale d'Édimbourg. Il obtient un doctorat en «Aspect de la pathologie du métabolisme des protéines  » de l'Université d'Édimbourg en 1922. Il va ensuite à l'University College de Londres en tant que chargé de cours en pathologie chimique.
Il est professeur de pathologie chimique à l'University College de Londres entre 1931 et 1942, puis directeur du National Institute for Medical Research entre 1942 et 1962. Il est élu membre de la Royal Society en 1931. L'un de ses élèves au doctorat à l'UCL est Albert Neuberger, plus tard professeur de pathologie chimique au St Mary's Hospital de Londres, qui fait alors partie de l'Université de Londres.
Il est fait chevalier en 1948 et nommé Chevalier Commandeur de l'Ordre de l'Empire britannique (KBE) en 1962.
Il est décédé chez lui à Mill Hill, dans le nord-ouest de Londres, le 4 février 1972.